# 52街車站 (IRT法拉盛線)
52街車站（英語：52nd Street station），又稱「52街-林肯大道車站」（英語：52nd Street–Lincoln Avenue station），是紐約地鐵IRT法拉盛線一個慢車地鐵站，位於皇后區伍德賽德52街及羅斯福大道，設有7號線（任何時候停站）列車服務。

## 車站結構
| 月台層   |                                                  |                                       |
| 側式月台 |                                                  |                                       |
| 南行慢車 | ← 往34街-哈德遜調車場 (46街-布利斯街)            |                                       |
| 尖峰快車 | ← 上午繁忙時段不停靠 ← 黃昏繁忙時段/晚上不停靠 → |                                       |
| 北行慢車 | → 往法拉盛-緬街 (61街-伍德賽德) →                |                                       |
| 側式月台 |                                                  |                                       |
| 夾層     | 夾層                                             | 閘機、車站詢問處、Metrocard自動售票機 |
| Ground   | 街道層                                           | 出入口                                |

此高架車站設有兩個側式月台和三條軌道。中央軌道由繁忙時段尖峰方向的<7>號線快車使用。
此站是IRT法拉盛線位於羅斯福大道上方高架橋的最西端車站。此站以西，路線轉向至皇后林蔭路上方直至32廣場。

## 外部連結
- nycsubway.org—IRT Flushing Line: 52nd Street/Lincoln Avenue
- 52nd Street entrance from Google Maps Street View（页面存档备份，存于）
- 53rd Street entrance from Google Maps Street View（页面存档备份，存于）
- Platforms from Google Maps Street View